# 佩特魯什基 (基輔州)
50°25′16″N 30°9′57″E / 50.42111°N 30.16583°E
彼得魯什基（烏克蘭語：Петрушки）是位於烏克蘭北部的村莊，由基辅州布恰区的德米特里夫卡市鎮負責管轄。該村面積1.22平方公里，海拔高度169米，2001年人口669，人口密度每平方公里549.7人。